# 헤비 메탈 2
헤비 메탈 2(Heavy Metal 2000)는 미국에서 제작된 미하엘 콜드베이 감독의 1999년 애니메이션, 액션, 판타지 영화이다. 마이클 아이언사이드 등이 주연으로 출연하였고 자크 페티그로 등이 제작에 참여하였다.

## 출연

### 주연
- 마이클 아이언사이드
- 줄리 스트레인
- 빌리 아이돌

### 조연
- 소냐 볼
- 아서 홀든
- 알란 포셋
- 테렌스 스캠멜
- 비아스타 브라나

## 제작진
- 원작자: 케빈 이스트만
- 협력프로듀서: 웨너 코에니그
- 협력프로듀서: 조아킴 스터미스
- 협력프로듀서: 스테판 조나스